# Ваньер, Жак
Преподобный Жак Ваньер (фр. Jacques Vanière, лат. Jacobus Vanierius; 1664 год, Косс-э-Вейран — 1739 год, Тулуза) — французский иезуит, поэт и латинист.

## Биография и творчество
Родился в Коссе (Косс-е-Вейране), вступил в орден св. Игнатия; преподавал древние языки и риторику, просил позволения идти проповедовать Евангелие в Индию, но получил отказ. Он уже прежде написал несколько небольших поэм на разные предметы деревенской жизни; теперь он слил их в одно и составил сочинение, под названием «Praedium rusticum» (Париж, 1682). Изданная поэма имела чрезвычайный успех и прославила автора. Составил также французско-латинский словарь, который задумывался из 6 томов, но, не успев его завершить, умер в Тулузе в 1739 году.

## Издания
Был известен своими стихотворениями на превосходном латинском языке. Его идиллические стихотворения «Stagna», «Columbae» и «Olus» имели такой успех, что Ваньер переделал их в целую поэму «Praedium rusticum», которая, по мнению многих критиков, описывая деревенскую жизнь, очень приближается манерой и стилем к Вергилию. Поэма была издана в Тулузе в 1730 году и переведена на французский язык Бертраном д’Алуври (Bertrand d’Halouvry) в 1756 году.